# Патауов синдром
Патауов синдром је облик хромозомопатије чији је узрок тризомија хромозома 13. Још се назива и тризомија Д. То је болест чији је узрок нумеричка аберација хромозома, тризомија хромозома 13 који припадају групи Д у кариотипу човјека. Ову тризомију је 1960. године први пут описао Клаус Патау. 
Попут свих недисјунктивних стања (као што су Даунов синдром и Едвардсов синдром), ризик од појаве овог синдрома у потомству се повећава са мајчиним узрастом током трудноће, при чему је просечна старост 31 година. Просјечна учесталост овог синдрома, према подацима из међународне литературе, је између један на 10.000 и један на 21.700 новорођене дјеце. И више од 90% беба рођених са овим синдромом умре током прве године. Најчешћи узроци смрти су кардиопулмонални застој, урођене болести срца и пнеумонија.

## Узроци
До ове аберације долази сасвим случајно током зачећа, кад се фетус почне развијати. До грешке долази кад се ћелије дијеле и настане једна сувишна копија хромозома 13. Обољеле особе у соматским ћелијама имају вишак једног хромозома 13, па ћелија умјесто два што је нормално, има три хромозома 13. У малом броју случајева јавља се још једна копија хромозома 13, ту је ријеч о мозаичној тризомији 13. Може се јавити и парцијална тризомија. Такве особе су са блажим симптомима и лакшим облицима болести. 
Такође постоје тестови који се у трудноћи врше везани за овај синдром. Неки од тестова су:
- скрининг тест (ради се између десете и четрнаесте недеље трудноће)
- амниоцентеза (анализа амнионске течности тј. плодове воде)
- хориоцентеза (биопсија хорионских чупица)

## Клиничка слика
Клиничку слику овог синдрома карактеришу:
- вишеструке аномалије (неправилности) : мозга, очију, срца, бубрега, система за варење;
- расцеп усне, вилица и непца;
- стиснуте шаке, вишак прстију на рукама и ногама;
- животна прогноза је лоша, па већина деце умире у првим месецима живота.